# Kikuyu
För andra betydelser, se Kikuyu (olika betydelser).

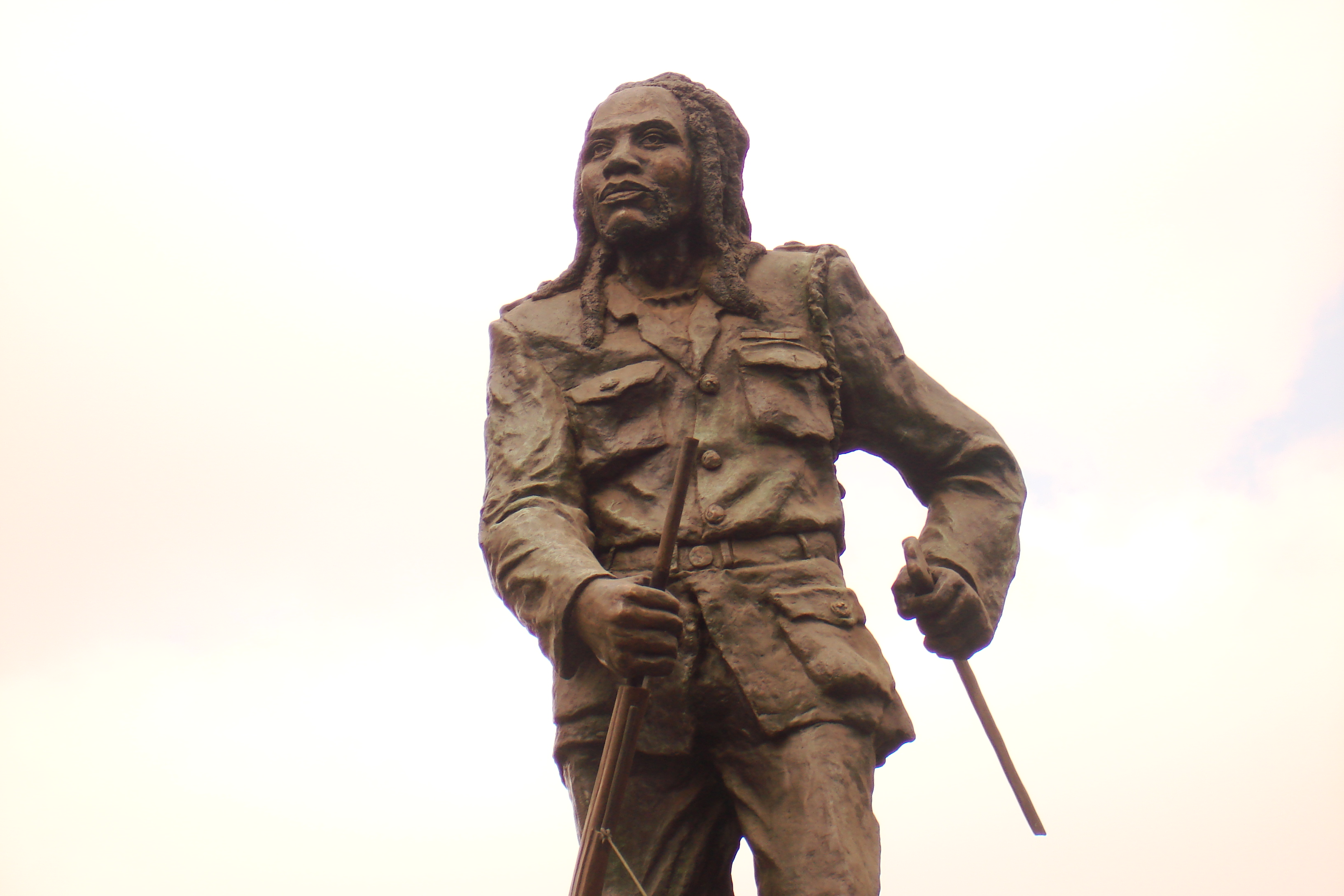
Staty som avbildar Dedan Kimathi i Nairobi, Kenya, en av ledarna för Mau Mau-upproret.

Kikuyu (eller gikuyu, kĩkũyũ) är en folkgrupp i Kenya, Uganda och Tanzania.
Enligt folkräkningen 2019 omfattade folkgruppen 8 148 668 personer och var därmed Kenyas största folkgrupp. De härstammar från centrala Kenya kring huvudstaden Nairobi och Mount Kenya. Deras språk kallas också kikuyu eller gikuyu.
Kikuyufolket var ledande i Mau Mau-upproret mot kolonialmakten på 1950-talet, och efter självständigheten 1963 har de dominerat politiken i landet.
Ordet kikuyu kommer från kikuyuns gĩkũyũ, i till exempel agĩkũyũ (namnet på folket). Transkriberingen gikuyu är egentligen mer riktig, och den används allt oftare.
Enligt en legend är Gikuyu även namnet på en av guds söner och också den som givit detta folk dess namn. Av gud erhöll Gikuyu de bördiga slätterna kring Mount Kenya.

## Kända kikuyus
- Jomo Kenyatta
- Mwai Kibaki
- Ngũgĩ wa Thiong'o
- Uhuru Kenyatta
- Wangari Maathai